# Эриванская гимназия
Эриванская гимназия (арм. Էրիվան գիմնազիա) — среднее учебное заведение в Российской империи. Находилась в центре Эриванской губернии городе Эривань.

## История
Основана в 1881 году. Проект здания гимназии составил губернский инженер М. Фон-дер-Нонне. По проекту комплекс гимназии представлял собой П-образное в плане строение, замыкаемое отдельно стоящим зданием лечебницы. Центральное место занимал обращенный к Астафьевской улице (ныне — Абовяна) вестибюль с колоннами, второй этаж над которым отводился актовому залу, к ним по бокам примыкали парадные лестницы. От лестниц отходили два симметричных, ориентированных ко двору, Г-образных рекреационных коридора, с учебными классами по одну сторону. В продолжениях боковых крыльев здания размещались квартиры преподавателей и пансион. Однако из-за финансовых трудностей проект не был реализован.
В начале 1907 года Кавказский учебный округ представил на утверждение в Эриванское губернское правление эскизный проект, составленный архитектором округа А. Васильевым. Этот проект стал основой, впоследствии многократно переделанного и самим Васильевым, и местными архитекторами, проекта гимназии. Доработка была поручена гражданскому инженеру В. Мирзояну, участие в доработке принял также инженер-архитектор В. Симонсон, который стал строителем здания. Участок для строительства, «частью подаренный гимназии городом Эриванью, частью приобретённый гимназией у частных лиц», занял территорию между Астафьевской, Царской, Тер-Гукасовской и Бебутовской улицами (ныне — улицы Абовяна, Арама, Налбандяна и Павстоса Бузанда) — «в самом центре города, в лучшей его местности».
Количество обучавшихся было увеличено до 720 учеников и пансион — до 78 человек (численность, значительная в сравнении с другими российскими гимназиями, имеющими обычно от 150 до 600 учащихся).
Новый проект имел бесспорные преимущества в организации актового зала, получившего торжественный подход по центрально устроенным парадным лестницам, заменившим боковые, имеющие только утилитарный характер и ранее неудобно отдаленные от вестибюля и зала. Зал продолжался на всю ширину корпуса, оставаясь проходным и изолирующим боковые зоны корпуса одну от другой. Для лучшей освещенности помещений в боковых крыльях и изоляции учебных классов от шума Астафьевской улицы были сокращены размеры выходящего во двор главного корпуса и выполнена раскреповка поверхностей уличного фасада. Одностороннее прилегание учебных классов к коридорам в проектах 1907—1912 годов предусматривала их одинаковую ориентацию: по Царской и Бебутовской улицам классы направлены на северо-восток. Для лучшего выполнения рекреационного назначения продольные коммуникации были расширены до 4 м. Продуманы вопросы учёта особенностей климата, рельефа, местного уклада жизни. В квартирах устроены выходящие во дворы балконы; ванные и туалетные комнаты были отведены в местах, освещаемых и вентилируемым естественным образом. Рационально употреблено полуподвальное пространство на спуске от Астафьевской к Тер-Гукасовской улице для размещения подсобных помещений, столовой и кухни для пансиона и приходящих учеников, прачечной, бани и др.
Положение здания гимназии на главной городской улице, его грандиозные размеры, благородный цвет фасадов из черного туфа, определили его организующую роль в застройке всего квартала.
В архитектуре здания сочетаются элементы классицизма и мотивы модерна. Композицию главного фасада определяет центральный ризалит, выдвинутый на красную линию и симметрично трактованный с нечётным количеством больших прямоугольных проёмов, разных в трёх ярусах. Парадный двухколонный портик входа сложен из художественно стилизованных ионических колонн с гладким фустом (стволом) на пьедестале, с двухрядным иоником (с овами и бусами) и меандровой лентой на шейке. Антаблемент украшен скульптурным маскароном архитрава и карниза, на котором уложен парапет стенки балкона, прорезанный по середине балюстрадой. Центральную ось укрепляет изящно прорисованный фронтон с круглым окном над частью парапета, чистое поле которой предназначалось для гравировки названия заведения. В декоре здания отдельные произведения пластики представляют собой гирдянды растительного узора в подоконниках и разнообразные по мотиву кольца, тондо и шары. Важную роль в художественном оформлении здания играет двухкрасочное сопоставление ведущего черного цвета, оживлённого красными фрагментами декоративных деталей, классическому членению профиля, карниз в модульонах и дентикулах, капители и маскарон, фронтон и тумбочки углам объема ризалита. Композиция отстоящих от ризалита фасадов стильно продолжается в крыльях по Бебутовской и Царской улицам, сохраняя концепцию главенства центрального объема — весь комплекс охватывает его с двух сторон.
В 1913 году состоялась торжественная закладка здания, в 1917 году закончены каменные работ. Внутренняя отделка из-за революционных событий была завершена только в 1920 году.
28 мая 1920 года в актовом зале гимназии торжественно была отмечена двухлетняя годовщина независимости Армении.
В 1926—1928 годах в актовом зале, обладающем выдающимися акустическими возможностями, прошли авторские концерты А. Спендиарова. В 1936 году здесь провожали в последний путь Комитаса. Здание гимназии долго служило для размещения различных учреждений: Малый зал филармонии, Дом культуры, Государственный исторический музей Армении, Совнархоз, Государственная публичная библиотека, Матенадаран, технический факультет университета, Дом писателей, ВДНХ, рабфак и индустриальный техникум и т. д.
Комплекс гимназии сохранился, но по-новому облицованный и обстроенный различными пристройками скрыт под оболочкой музейного комплекса на площади Республики, в первоначальном виде сохранился только Фасад, выходящий на улицу Абовяна.